# شجاع خانلو
شجاع‌ خانلو هي قرية في مقاطعة خدا أفرين، إيران. عدد سكان هذه القرية هو 150 في سنة 2006.